# 2-Methylacetoacetyl-CoA
2-Methylacetoacetyl-CoA (Co für Coenzym) ist ein Thioester der 2-Methylacetoessigsäure mit Coenzym A. Es ist ein Zwischenprodukt im Stoffwechsel von Isoleucin.